# Junovicz P.A.1
De Junovicz P.A.1 (Panzer Auto 1) was een Oostenrijks-Hongaarse type pantserwagen uit de Eerste Wereldoorlog. In totaal werden er in 1915 vijf stuks gebouwd op drie verschillende soorten ophanging.

## Geschiedenis
Voor de Eerste Wereldoorlog had het Oostenrijks-Hongaarse leger geen interesse in pantservoertuigen en ontwerpen als de Austro-Daimler Panzerwagen en de Burstyn-Motorgeschütz werden afgewezen. Pas na het uitbreken van de oorlog begon het ministerie interesse te tonen in het pantserwapen, maar dit kwam vooral door de houding van het Italiaanse en Russische leger die pantservoertuigen op een grotere schaal inzetten. Het proces naar de verwezenlijking van een voertuig liep echter zo langzaam dat een officier, Hauptmann Rudolf Junovicz, zelf het initiatief nam en hij bedacht een geïmproviseerd gepantserde romp op een bestaande ophanging. Hij koos voor een Fiat 40 PS vrachtwagen die reeds in Oostenrijk-Hongarije onder licentie werd geproduceerd.

## Ontwerp
Het voertuig was gebaseerd op een vrachtwagenophanging en de romp had een vierkant en naïef overkomend uiterlijk. Het voertuig bestond uit een frame met daarop pantserbeplating, dat met bouten was bevestigd aan het frame. Deze bepantsering was aan de voorzijde 7 mm en aan de zijden 5 mm dik. Het geschatte gewicht van het voertuig bedraagt ongeveer 4 ton. Elk voertuig was bewapend met twee of drie Schwarzlose Model 1912 7,62 mm machinegeweren. Een van deze was voorwaarts gericht, de andere twee machinegeweren konden geplaatst worden in twee van de vier geweergaten die in de zijden van het voertuig aanwezig waren. De bemanning bestond uit vijf tot zes man. Het voertuig kreeg de aanduiding P.A.1 wat staat voor Panzer Auto 1.

### Varianten
- De eerste drie geproduceerde wagens waren geconstrueerd op een Fiat 40 PS onderstel en werden geleverd in 1915.
- Het vierde voertuig was gebouwd op een Bussing 36 PS onderstel en werd geleverd in 1917
- Het vijfde voertuig was gebaseerd op een Saurer 34 PS onderstel en werd ook geleverd in 1917.[5]

## Gebruik
Over het gebruik van de pantserwagens is niet veel bekend. In 1917 waren enkele aanwezig aan het Russische front. In 1918 maakten twee P.A.1's, samen met een buitgemaakte Lancia IZ, een Russische Austin en één P.A.2, deel uit van het K.u.K. Panzerautozug No.1 en deze eenheid werd ingezet aan het Italiaanse front. Ze werden nabij Udine in reserve gehouden om later te gaan deelnemen aan een geplande doorbraak bij de Piave rivier.